# Tầng Flo
| Hệ/ Kỷ                                  | Thống/ Thế | Bậc/ Kỳ  | Tuổi (Ma) | Tuổi (Ma) |
| --------------------------------------- | ---------- | -------- | --------- | --------- |
| Silur                                   | Llandovery | Rhuddan  | trẻ hơn   | trẻ hơn   |
| Ordovic                                 | Trên/Muộn  | Hirnant  | 443.8     | 445.2     |
| Ordovic                                 | Trên/Muộn  | Katy     | 445.2     | 453.0     |
| Ordovic                                 | Trên/Muộn  | Sandby   | 453.0     | 458.4     |
| Ordovic                                 | Giữa       | Darriwil | 458.4     | 467.3     |
| Ordovic                                 | Giữa       | Đại Bình | 467.3     | 470.0     |
| Ordovic                                 | Dưới/Sớm   | Flo      | 470.0     | 477.7     |
| Ordovic                                 | Dưới/Sớm   | Tremadoc | 477.7     | 485.4     |
| Cambri                                  | Phù Dung   | Tầng 10  | già hơn   | già hơn   |
| Phân chia Kỷ Ordovic theo ICS năm 2017. |            |          |           |           |

Trong thời địa tầng, tầng Flo (tiếng Anh: Floian) là giai đoạn (bậc hay tầng động vật) cuối của thống Hạ Ordovic trong hệ Ordovic của giới Cổ sinh thuộc Liên giới Hiển sinh. Nó diễn ra trong giai đoạn từ khoảng 478,6 ± 1,7 Ma cho tới khoảng 471,8 ± 1,6 Ma. Thời gian của tầng Flo là trước tầng Đại Bình của thống Trung Ordovic và sau tầng Tremadoc cùng thống. Như thế nó là tầng thứ hai của hệ Ordovic. Tên gọi của tầng đặt theo thị xã tại Västergötland là Flo (miền nam Thụy Điển), do Stig M. Bergström, Anita Löfgren và Jörg Maletz đề xuất năm 2004.
GSSP là phẫu diện Diabasbrottet trong mỏ đá Diabasbrottet trên núi Hunneberg, tỉnh Västergötland, tây nam Thụy Điển, được IUGS phê chuẩn năm 2002, tại tọa độ 58°21′32,2″B 12°30′8,6″Đ / 58,35°B 12,5°Đ.

## Định nghĩa
Đáy của tầng Flo được định nghĩa trong phẫu diện Diabasbrottet tại núi Hunneberg ở tây nam Thụy Điển. GSSP nằm tại đá phiến hạ Tøyen, 2,1 m phía trên đỉnh đá phiến kỷ Cambri và được đánh dấu bằng sự xuất hiện lần đầu tiên của loài bút thạch Tetragraptus approximatus.

## Vị trí
Phẫu diện Diabasbrottet nằm gần đầu phía bắc của mỏ đá lớn dọc theo sườn đông bắc của núi Hunneberg tại tọa độ 58°21'32,2" vĩ bắc và 12°30'08,6" kinh đông trong tỉnh Västergötland ở tây nam Thụy Điển. GSSP nằm cách Göteborg khoảng 80 km về phía bắc đông bắc và cách Vänersborg khoảng 12 km về phía đông đông nam.

## Trầm tích học
Chuỗi Ordovic của phẫu diện Diabasbrottet dày 12 m. Đá phiến phèn Cambri bị đè một cách không thích hợp lên trên bằng đá vôi sẫm màu của thành hệ Bjørkåsholmen và đá vôi Latorp (cả hai đều có niên đại thuộc tầng Tremadoc). Trên đỉnh của đá vôi Latorp là 10 m đá phiến Tøyen. Đá phiến Tøyen bao gồm nê thạch từ xám tới sẫm màu với các lớp xen tầng mỏng là đá vôi sẫm màu hạt mịn, đặc biệt là ở phần dưới. GSSP được định vị ngay trên lớp xen tầng E.

## Mốc dấu

### Sơ cấp
Bút thạch: Đáy của tầng Flo được định nghĩa bằng sự xuất hiện lần đầu tiên của Tetragraptus approximatus. Tetragraptus phyllograptoides là rất phổ biến tại đáy của tầng Flo.

### Thứ cấp
Răng nón: GSSP nằm trong phạm vi đới răng nón Paroistodus proteus. Đới này được chia ra thành 4 phân đới. Ranh giới giữa 2 phân đới trên, là phân đới Paracodylodus gracilis và phân đới Oelandodus elongatus-Acodus deltatus deltatus, rất gần với đáy của lớp xen tầng E, vì thế nằm trực tiếp ngay phía dưới GSSP.
Bọ ba thùy: Bọ ba thùy Megistaspis (P.) planilimbata xuất hiện tại hoặc ngay phía dưới GSSP.